# Jaume Amat
Jaime Amat, född den 1 mars 1970 i Barcelona, Spanien, är en spansk landhockeyspelare.
Han tog OS-silver i herrarnas landhockeyturnering i samband med de olympiska landhockeytävlingarna 1996 i Atlanta.